# 詹姆斯·布莱恩特·科南特
詹姆斯·布莱恩特·科南特（英語：James Bryant Conant，1893年3月26日—1978年2月11日），美国化学家、政治家和教育家，曾任哈佛大学校长及美国驻西德大使。

## 生平
1893年3月26日，科南特出生于美国马萨诸塞州当时位于波士顿郊区的多尔彻斯特，11岁时进入著名的罗克斯伯利拉丁学校学习。1910年科南特进入哈佛大学化学系学习，1916年获博士学位，1917年留校成为哈佛指导教师。1924年，科南特通过了副教授，三年后成为全职教授，还获得了美国最佳有机化学家的奖项：美国化学协会的尼科勒斯奖（Nichols Medal）、哥伦比亚大学钱德勒奖（Chandler Medal）以及其他美国科学学术团体的奖项。1931年，科南特当选为哈佛化学系主任。
1933年，劳威尔辞去校长一职，他和大学委员会经过了激烈的讨论、详细的考察，决定让科南特接任哈佛第23任校长。1933年5月，科南特正式成为哈佛校长，直至1953年科南特的校长任期结束，此后一直为名誉校长。
1953年离开哈佛后，科南特接受艾森豪威尔的任命，任驻德国波恩高级外交官。作为高级外交官，他要处理美国和苏联、英国、法国三个大国之间的关系。1955年到1956年，科南特被艾森豪威尔再次任命为驻德国西柏林大使，负责西德的军备和北大西洋公约军事力量的加强。
1956年，从德国归来后，科南特推掉了驻印度大使的任命，开始专心公立教育的改革，尤其是他引以为豪的公立中学。
1965到1969年，应卡内基基金会之约，科南特从事自传的写作，由于健康状况与家庭琐事的干扰，不得不逐渐削减外事活动。1978年2月，由于心脏病突发，科南特在新罕布什尔州汉诺威去世。